# نیکولای روسلاویتس
نیکولای آندریویچ روسلاویتس (روسی: Никола́й Андре́евич Ро́славец؛ ۴ ژانویه ۱۸۸۱ – ۲۳ اوت ۱۹۴۴) آهنگساز و مدرس مشهور موسیقی اهل روسیه بود.
نیکولای روسلاویتس دانش‌آموختهٔ کنسرواتوار دولتی چایکوفسکی مسکو و یک آهنگساز نوگرا و یک متفکر جهان‌وطنی بود. او را به بورژوازی متهم کردند و گفتند که وی سعی دارد با فعالیت‌های هنری خود، «موسیقی سخیف» و «ادبیات ضد انقلابی» را ترویج دهد و به همین سبب ممنوع‌الکار شد و آثارش را به‌طور رسمی از سال ۱۹۳۰ به بعد، منکوب کردند.